# Antoni Mełwiński
Antoni Mełwiński herbu Nowina – starosta osiński w 1769 roku, sędzia i konsyliarz ziemi przemyskiej w konfederacji barskiej w 1769 roku. Wyelegitymowany ze szlachectwa w Galicji w 1782 roku.